# Alla capitale dei fiori
Alla capitale dei fiori (花のみやこで?, Hana no miyako de) è un manga yaoi serializzato dal 2012 al 2013 sulla rivista giapponese HertZ e successivamente raccolto in un unico volume. Un'edizione in lingua italiana è stata distribuita da Flashbook Edizioni.
L'opera è lo spin-off di Solo i fiori sanno...

## Trama
Motoharu, successore della clinica Tsujimura, ha sempre amato il suo amico d'infanzia Akira Hazumi ma fu rifiutato dopo averli dichiarato il suo amore. Nonostante questo spiacevole evento si è iscritto volutamente alla stessa università di Akira nonché al suo stesso dipartimento di agraria. Dopo il rifiuto in questione i due si sono allontanati ma Akira, per risistemare le cose tra loro due, invita Motoharu a tornare a casa insieme per la prima volta dopo tanto tempo. Mentre percorrono la strada di ritorno però, improvvisamente, Akira bacia l'amico facendo crescere le sue speranze per una loro ipotetica relazione. Il giorno dopo, però, Akira chiede a Motoharu di dimenticare l'accaduto. Durante la storia si scoprirà che il rifiuto di Akira fu unicamente dovuto al fatto che la sua famiglia l'ha promesso in sposo, fin dall'infanzia, alla figlia di conoscenti molto ricchi e lui non intende rifiutare la proposta visti i benefici economici e sociali che questo matrimonio gli darebbe.

## Pubblicazione
| Nº | Data di prima pubblicazione | Data di prima pubblicazione | Data di prima pubblicazione | Data di prima pubblicazione |
| Nº | Giapponese                  | Giapponese                  | Italiano                    | Italiano                    |
| -- | --------------------------- | --------------------------- | --------------------------- | --------------------------- |
| 1  | 9 marzo 2013                | ISBN 978-4813030171         | 14 maggio 2016              | ISBN 978-8861695764         |